# Sahiwal (race de bovin)
Pour les articles homonymes, voir Sahiwal.
 (avril 2016).
Si vous disposez d'ouvrages ou d'articles de référence ou si vous connaissez des sites web de qualité traitant du thème abordé ici, merci de compléter l'article en donnant les références utiles à sa vérifiabilité et en les liant à la section « Notes et références ».
La sahiwal est une race bovine indo-pakistanaise.

## Origine
Elle provient de la province du Penjab. Elle y est élevée depuis des siècles en grands troupeaux en zone sèche. Le développement de l'irrigation a réduit leurs troupeaux mais la recherche en ferme expérimentale a augmenté leur productivité laitière.
Elle a été exportée vers l'Australie au début des années 1950 où elle a servi de support à des croisements pour créer des races laitières performantes adaptée au climat tropical sec (frisonne-sahiwal australienne). Depuis, cette race est arrivée en Amérique centrale et du sud ainsi qu'en Afrique.

## Morphologie
Elle porte une robe rouge intense à brun où des taches plus claires peuvent exister. Elle est de taille moyenne avec 130 cm au garrot. Elle porte les critères distinctifs des zébus : larges oreilles pendantes, bosse sur le garrot chez les mâles et peau flasque sous le cou.

## Aptitudes
C'est une race élevée pour sa production laitière, accessoirement pour sa viande et sa force de travail. C'est une des meilleures laitière des races de zébu avec 2 300 kg par période de lactation, en moyenne.
Elle est rustique en climat tropical sec : elle résiste bien à la chaleur et aux ectoparasites (comme les tiques). Elle est une efficace transformatrice de fourrage grossier et permet de valoriser des régions où d'autres races ne seraient pas rentables. Ce sont aussi des animaux dociles dont on a entrepris l'élevage pour la traction animale en Afrique et aux Caraïbes. Hors d'Inde, où les vaches sont sacrées, elle donne des animaux de boucherie bien notés pour leur conformation de carcasse et leur viande goûteuse et maigre.